# Ligota Zabrska (Gliwice)
Ligota Zabrska (niem. Ellguth-Zabrze) – dzielnica miasta Gliwice od 1 stycznia 1927 roku.

## Informacje ogólne

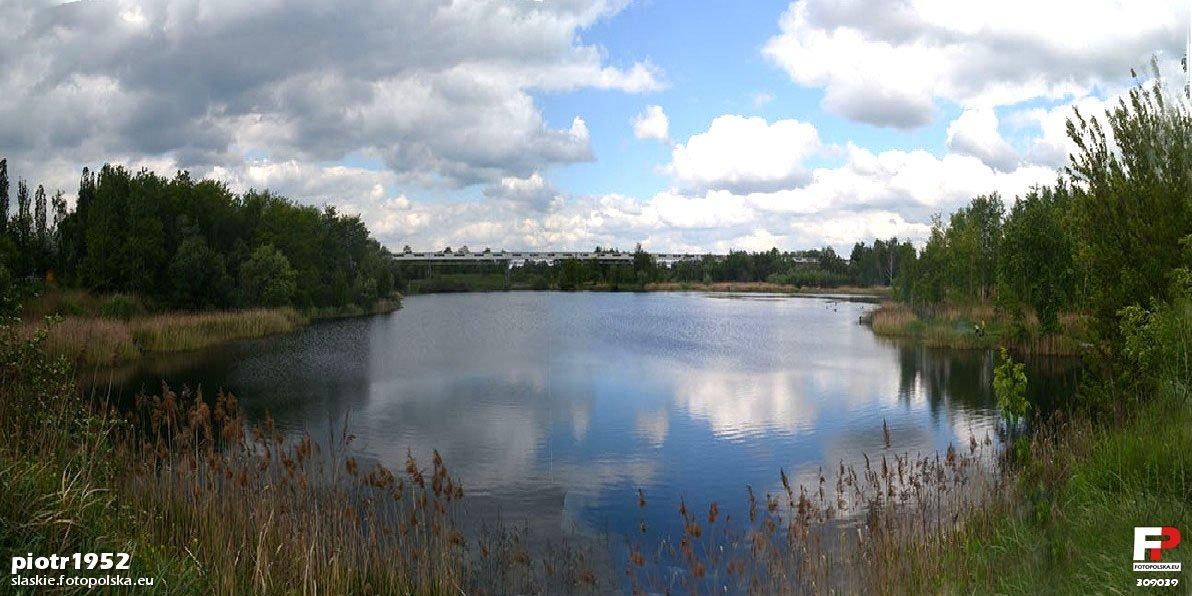
Staw przy ul. Kujawskiej (2012)

Na terenie dzielnicy znajdują się między innymi centrum handlowe Europa Centralna, węzeł autostrad A1 i A4, druga co do wielkości w Polsce giełda samochodowa, KWK Sośnica-Makoszowy, a także przepływa rzeka Kłodnica, która wyznacza granicę między Ligotą Zabrską a Sośnicą.
Giełda samochodowa jest organizowana w każdą sobotę i niedzielę, na którą przyjeżdżają ludzie z całej Polski. Oferuje ona jednak nie tylko produkty motoryzacyjne. Właściciel giełdy organizuje liczne imprezy kulturalno-oświatowe takie jak Festiwal Piosenki Religijnej Cantate Deo 2005 oraz liczne wystawy, między innymi wystawę z okazji 750-lecia Gliwic i 700-lecia Sośnicy.

## Historia
Nazwa Ligota dzisiaj Ligota Zabrska w źródłach historycznych pojawia się po raz pierwszy w 1297 roku.

## Edukacja
Szkoły podstawowe:
- Szkoła Podstawowa Numer 11 im. Hugona Kołłątaja

## Kościoły i kaplice

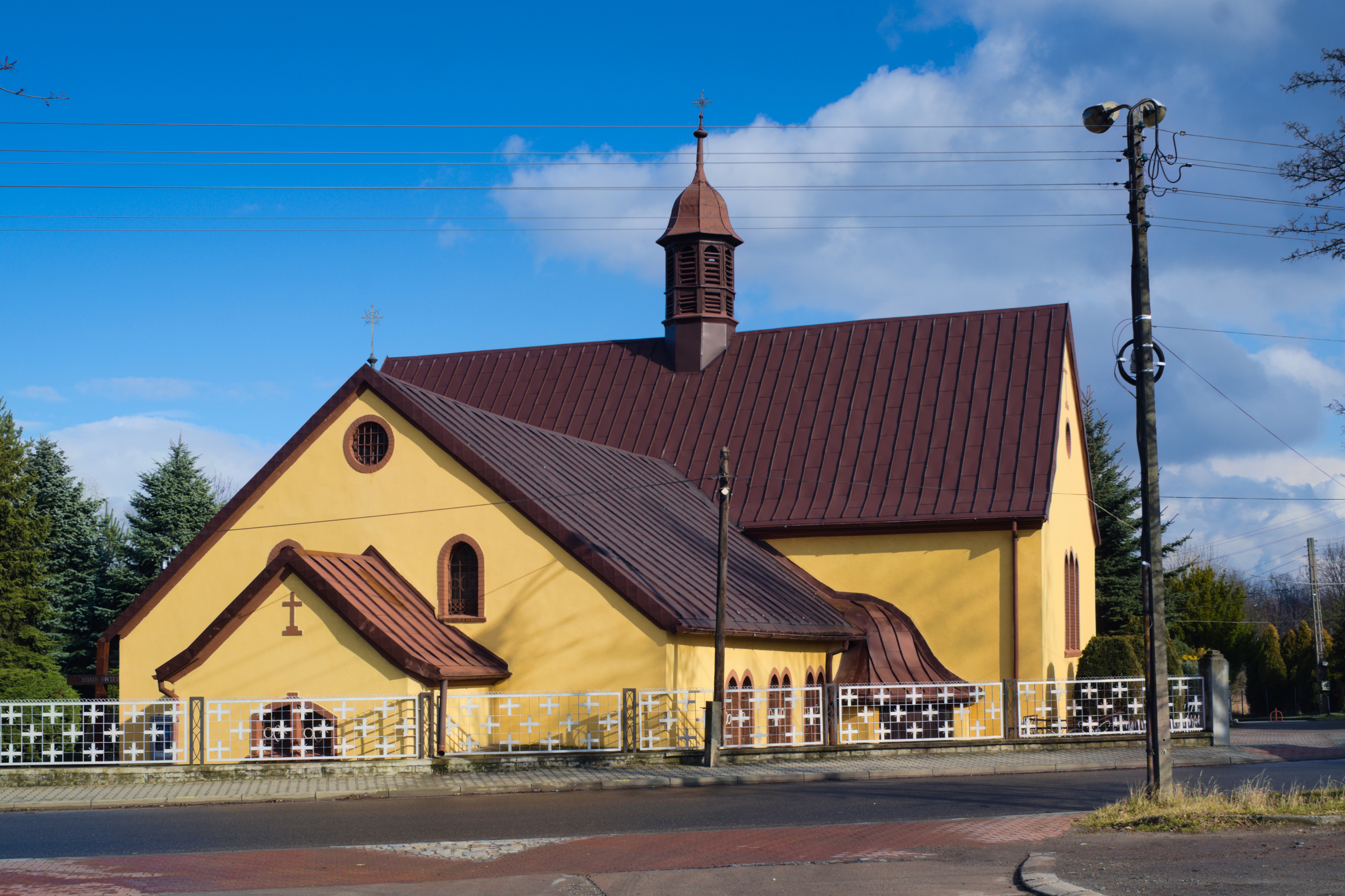
Kościół św. Józefa

Kościoły rzymskokatolickie:
- Kościół św. Józefa

## Turystyka
Przez dzielnicę przebiegają następujące szlaki turystyczne:
- - Szlak Krawędziowy GOP

## Transport
Przez dzielnicę przebiegają: autostrada A1, autostrada A4 i droga krajowa nr 44, które łączą się ze sobą na węźle autostradowym Gliwice - Sośnica.